# Massaker von Caiazzo
Beim Massaker von Caiazzo wurden am 13. Oktober 1943 am Monte Carmignano bei Caiazzo nördlich von Neapel 22 italienische Zivilisten, darunter auch Frauen und Kinder, durch Soldaten der 3. Kompanie des Grenadier-Regiment (mot) 29 der 3. Panzergrenadier-Division unter der Führung des 20-jährigen Leutnant Wolfgang Lehnigk-Emden (1922–2006) ermordet.

## Vorgeschichte
Die Gemeinde Caiazzo gehörte zu einem Gebiet, für welches die 3. Panzergrenadier-Division vor dem Massaker mit dem 4. Oktober 1943 einen Räumbefehl durch das Generalkommandos des XIV. Panzerkorps erhalten hatte. Daraufhin befahl die Divisionsführung die Errichtung eines Gefechtsstreifens von fünf Kilometer Tiefe ab der Frontlinie. Bis zu einem bestimmten Zeitpunktes sollten alle Italiener, unter Androhung von Erschießungen, diesen Streifen verlassen haben. Caiazzo war bereits mit Befehl vom 28. September 1943 evakuiert worden und die Bewohner hatten Häuser in der Umgebung als Unterschlupf aufgesucht.
Die 3. Kompanie des Grenadier-Regiment (mot) 29 bezog am 13. Oktober 1943 einen Gefechtsstand in einem Bauernhof auf dem Monte Carmignano bei Caiazzo. Nach Einbruch der Dunkelheit verließ der Kompaniechef, Leutnant Raschke, vorübergehend die Einheit und übertrug Lehnigk-Emden das Kommando.

## Verlauf des Massakers

### Erschießungen vor dem Kompaniegefechtsstand
An diesem Abend wurden angeblich Lichtzeichen in Richtung der Amerikaner aus einem Haus am Fuße des Monte Carmignano gemeldet und Leutnant Lehnigk-Emden, eigentlich Führer des 1. Zuges, inspizierte daraufhin gemeinsam mit zwei Feldwebeln der Kompanie (Hans Gnass und Kurt Schuster) das Haus. Dieses Haus, worin die Familien Albanese, D`Agostino, Massadoro und Perrone Zuflucht gefunden hatten, war einige hundert Meter vom Gefechtsstand der Kompanie entfernt. Im Haus wurden vier Männer (Nicola Perrone, Francesco D`Agostino, Raffaele Massadoro und Vito Massadoro) festgenommen und zum Kompaniegefechtstand gebracht. Dort befahl Lehnigk-Emden ohne Anhörung und standrechtlich die Erschießung, wobei er ebenso die Ermordung zweier Frauen (Angela Insero, Frau von Francesco D`Agostino und Anna Di Sorbo, Frau von Nicola Perrone) und eines Kindes (Antonio Albanese) anordnete, welche vermeintlich freiwillig gefolgt waren. Die Frauen hatten gehofft, dass sie um die Freilassung der Männer bitten könnten.

### Massaker an Frauen und Kindern im Bauernhof Albanese
Gemeinsam mit vermutlich weiteren Angehörigen der Kompanie, unter ihnen auf alle Fälle Feldwebel Gnass und der 1992 angeklagte Feldwebel Schuster, kehrte Lehnigk-Emden zum Haus zurück und ermordete unter exzessiven Tötungshandlungen weitere Personen, die sich dort befanden. Auch Fliehende wurden aus nächster Nähe hingerichtet. Bei der zweiten Tötungsserie wurden 15 Personen, davon fünf Frauen und zehn Kinder, ermordet. Das Gericht stellte 1994 fest, dass eines der Tatopfer im fünften Monat schwanger war.

### Opferzahlen
Insgesamt starben beim Massaker 22 Personen (zehn Kinder im Alter von drei bis vierzehn Jahren, ein Jugendlicher von 16 Jahren, sieben Frauen von 18 bis 63 Jahren und vier Männer).

### Nach dem Massaker
Lehnigk-Emden und die beiden anderen Mörder kehrten zum Kompaniegefechtsstand zurück. Eine Meldung des Vorfalls an die vorgesetzten Stellen unterblieb.
Bereits am darauffolgenden Tag musste die Gegend im Rahmen der Schlacht am Volturno von den Deutschen aufgegeben werden und die amerikanischen Truppen rückten in das Gebiet vor. Dabei wurde das Massaker entdeckt und italienische Zeugen berichteten darüber.

## Opfer
Familie Albanese/Massadoro
1. Raffaela Palumbo, verwitwete Albanese und Mutter von fünf Opfern (47 Jahre)
2. Angela Albanese, Kind von Raffaela Perrone und Frau von Vito Massadoro (20 Jahre)
3. Maria Albanese, Kind von Raffaela Palumbo (18 Jahre)
4. Elena Albanese, Kind von Raffaela Palumbo (16 Jahre)
5. Antonio Albanese, Kind von Raffaela Palumbo (14 Jahre)
6. Angelina Albanese, Kind von Raffaela Palumbo (12 Jahre)
7. Vito Massadoro, Bruder von Raffaele Massadoro und Mann von Angela Massadoro (28 Jahre)
8. Raffaele Massadoro, Bruder von Vito Massadoro (26 Jahre)

Familie D`Agostino
1. Francesco D`Agostino, Mann von Angela Insero und Vater von vier Opfern (39 Jahre)
2. Angela Insero, Frau von Francesco D`Agostino und Mutter von vier Opfern (34 Jahre)
3. Saverio D`Agostino, Kind von Francesco D`Agostino und Angela Insero (11 oder 12 Jahre)
4. Antonio D`Agostino, Kind von Francesco D`Agostino und Angela Insero (10 Jahre)
5. Orsola D`Agostino, Kind von Francesco D`Agostino und Angela Insero (8 Jahre)
6. Carmela D`Agostino, Kind von Francesco D`Agostino und Angela Insero (7 Jahre)
7. Orsola D`Agostino, Mutter von Francesco D`Agostino (73 Jahre)

Familie Perrone
1. Nicola Perrone, Mann von Anna Di Sorbo und Vater von vier Opfern (37 Jahre)
2. Anna Di Sorbo, Frau von Nicola Perrone und Mutter von vier Opfern (34 Jahre)
3. Giuseppe Perrone, Kind von Nicola Perrone und Anna Di Sorbo (12 Jahre)
4. Antonietta Perrone, Kind von Nicola Perrone und Anna Di Sorbo (9 Jahre)
5. Margherita Perrone, Kind von Nicola Perrone und Anna Di Sorbo (6 Jahre)
6. Elena Perrone, Kind von Nicola Perrone und Anna Di Sorbo (3 oder 4 Jahre)

Weiteres Opfer
1. Orsola Santabarbara (63 Jahre)

## Täter
- Haupttäter Leutnant Wolfgang Lehnigk-Emden (1922–2006)
- Feldwebel Kurt Arthur Werner Schuster
- Feldwebel Hans Gnass

## Berichterstattungen und erste Verhöre
Am 18. Oktober 1943 und am 25. Oktober 1943 berichtete der Kriegsberichterstatter William Stoneman in der Chicago Daily News vom Massaker in Caiazzo. Stoneman probierte 1946 und erneut 1949 vergeblich den Fall aufzurollen.
Anfang November 1943 kam Lehnigk-Emden, wie auch andere Angehörige der 3. Kompanie, in amerikanische Kriegsgefangenschaft. Eine US-amerikanische Offizierskommission des militärischen Geheimdienstes unter dem damaligen US-Offizier Hans Habe leitete eine Untersuchung ein. Ab Januar 1945 erfolgten Verhöre zum Blutbad in Caiazzo, welche durch Habe protokolliert wurden. Bei Lehnigk-Emden konnte keine Reue festgestellt werden, wobei er in Gefangenschaft angab, dass er noch mehr Leute umgebracht hätte, wenn ihm klar gewesen wäre, dass er so schnell in Gefangenschaft geraten würde. Lehnigk-Emden gelang später die Flucht aus US-amerikanischen Gewahrsam.
Im Juli 1947 wurden die amerikanischen Vernehmungsakten an die italienische Regierung übergeben, wobei eine Strafverfolgung in Italien bis 1988 unterblieb.
Spätere Untersuchungen von italienischer Seite schlossen aufgrund der Gegebenheiten aus, dass eine Verbindungsaufnahme mit den Amerikanern in Bezug auf den damaligen Standort der amerikanischen Truppen aus dem Haus heraus möglich war.

## Strafverfolgung

### Ermittlungsverfahren 1969/70 (München)
1969 stellte Simon Wiesenthal Anzeige. Zwar leitete die Staatsanwaltschaft München I ein Ermittlungsverfahren ein, stellte dies aber bereits im März 1970 wieder ein, da die Täter nicht auffindbar seien.

### Ermittlungen 1988 und 1990 (Italien/Deutschland)
1988 wurde der Staatsanwaltschaft von Santa Maria Capua Vetere private Unterlagen durch den Italoamerikaner Joseph Agnone zu Nachforschungen übergeben. Am 25. Februar 1990 wurde aufgrund eines Amtshilfeersuchen von Interpol Rom an das Bundeskriminalamt ein Ermittlungsverfahren gegen den Hauptverdächtigen in Gang gesetzt. Durch die italienische Ermittlungsbehörde wurde dem Bundeskriminalamt der Sachverhalt übermittelt. Das Ersuchen ging an die Zentrale Stelle der Landesjustizverwaltungen in Ludwigsburg.
Bei der Überprüfung der Angaben stießen die Mitarbeiter auf ein Ermittlungsverfahren, das auf die 1969 von Simon Wiesenthal zur Anzeige gebrachten Taten hin begonnen hatte und aufgrund der falschen Schreibweise des Doppelnamens (aus „Lehnigk“ war „Lemick“ geworden) keine in Deutschland gemeldete Person zugeordnet werden konnte.
Nunmehr hatte Interpol Rom mit dem Namen Wolfgang Lehnigk-Emden einen korrekt geschriebenen Namen erhalten. Aufgrund des Wohnortes des Haupttäters übernahm die Staatsanwaltschaft Koblenz die Ermittlungen. Daraufhin konnten die noch lebenden Täter, unter ihnen auch Lehnigk-Emden, in Deutschland ausfindig gemacht werden. Lehnigk-Emden war inzwischen Architekt, SPD-Gemeinderat in Ochtendung und Empfänger einer Opferrente. Es wurden durch das Amtsgericht in Koblenz Haftbefehle für Wolfgang Lehnigk-Emden und Kurt Schuster ausgestellt.
Tatvorwurf war hierbei die gemeinschaftliche Begehung von Mord aus Mordlust oder anderen niedrigen Beweggründen, was zu einer unmittelbaren Festnahme der Verdächtigen berechtigte. Schon am Tag des Haftbefehls, dem 20. September 1990, wurde Wolfgang Lehnigk-Emden in Haft genommen.

### Mordanklage 1992 bis 1994 (Koblenz)
Aufgrund einer Haftbeschwerde seines Rechtvertreters wurde Lehnigk-Emden am 22. Oktober 1992 aus der Haft entlassen. Hierbei war die zuständige 2. Strafkammer dem Vortrag der Verteidigung gefolgt und hatte sich auf ein Urteil des Bundesgerichtshofs vom 29. Oktober 1969 zur Verjährung gestützt. Die mit dieser Entscheidung unzufriedene Staatsanwaltschaft Koblenz erwirkte beim Oberlandesgericht Koblenz am 6. November 1992 die Aufhebung der Entscheidung der 2. Strafkammer, wodurch der Haftbefehl wiederum wirksam wurde. Der Verdächtige wurde daher noch am gleichen Tag in der Justizvollzugsanstalt Koblenz in Untersuchungshaft genommen. Der Haftbefehl wurde gleichzeitig dahingehend präzisiert, dass Lehnigk-Emden des gemeinschaftlichen Mordes in 15 Fällen verdächtig wurde.
Der zunächst im Rahmen des Ermittlungsverfahrens nach einem Haftbefehl ebenfalls als Mittäter am 24. November 1992 verhaftende Artur Werner Kurt Schuster, ehemaliger Feldwebel, wurde aufgrund seines Gesundheitszustandes kurz nach seiner Verhaftung in das Justizvollzugskrankenhaus Wittlich verlegt. Am 24. Februar 1993 wurde vom Amtsgericht beschlossen, dass Schuster haftunfähig war, wobei die Anklage gegen ihn aber aufrechterhalten wurde.
Bereits im Ermittlungsverfahren zeigte sich, dass aufgrund der langen Zeit bis zur Eröffnung des Ermittlungsverfahrens gegen Lehnigk-Emden, für die gemeinschaftlichen Tötungen von vier Männern, einem Jugendlichen und zwei Frauen im ersten Tatabschnitt, welcher durch die ermittelnden Behörden als Totschlag eingestuft wurden, unter allen abwägbaren Aspekten von einer Verjährung auszugehen war.
Anders war der Sachverhalt bei den Tötungen im zweiten Tatabschnitt. Aufgrund der Tatumstände wurde diese Tat von der Staatsanwaltschaft als Mord bewertet. Die Verteidigung von Lehnigk-Emden trug vor, dass auch der zweite Tatabschnitt von der allgemeinen Befehlslage zur Bekämpfung von Partisanen und der Haupttäter als Kompanieführer berechtigt gewesen sei, sein Vorgehen auf diese Befehlslage zu stützen.
Im Laufe des Verfahrens hatte sich gezeigt, dass die entscheidende Fragestellung im Verfahren der Punkt der Verjährung der Morde darstellte. Aufgrund dessen beauftragte das Gericht am 15. Januar 1993 einen Mitarbeiter des Militärgeschichtlichen Forschungsamt in Freiburg als Sachverständigen für die Fragestellung, ob aufgrund der von den Tätern gemeinschaftlichen begangenen Morde von der deutschen Militärgerichtsbarkeit aufgrund der Situation zum Zeitpunkt der Begehung in Italien Ermittlungen eingeleitet worden wären. Hierbei war ausschließlich zu bewerten, ob den Ermittlungen eines Kriegsgerichts rechtlichen Anordnungen des NS-Staates entgegenstanden.
Nach einem ersten umfassenden, schriftlichen Zwischengutachten, welches besagt, dass ab 1943 in Italien und bei der ganzen Wehrmacht derartige Delikte nicht mehr verfolgt werden dürften, erhob die Staatsanwaltschaft am 14. April 1993 Anklage. Für den Prozess war die 2. Strafkammer des Landgerichts Koblenz zuständig, die aufgrund des Alters der Täter; er war damals 20 Jahre alt; bei Tatbegehung als Jugendkammer handelte.
Der Sachverständige legte am 22. August 1993 die finale Ausführung seines Gutachtens vor und kam darin zum Schluss, das die Täter zum Tatzeitpunkt keine Verfolgung durch die deutsche Militärjustiz zu fürchten hatten.
Am 20. September 1993 eröffnete die 2. Strafkammer des Landgericht Koblenz das Hauptverfahren gegen Wolfgang Lehnigk-Emden. Da sich während der Haft von Kurt Schuster gezeigt hatte, dass dieser zeitweise verhandlungsunfähig war und auch nicht klar war, ob es sich dabei möglicherweise bereits um einen dauerhaften Zustand handelte, wurde das Verfahren gegen Kurt Schuster abgetrennt, um dies gegebenenfalls separat weiterführen zu können.
Im Verlauf des Verfahrens verweigerte Lehnigk-Emden die Aussage, während einer Vernehmung am 15. Oktober 1992 hatte er die Taten sogar abgestritten. Allerdings wurden seine früheren Aussagen in Kriegsgefangenschaft durch den Ermittlungsrichter in den Prozess eingebracht. Während der Festnahme am 15. Oktober 1992 war es zu einer Hausdurchsuchung gekommen, bei der von Lehnigk-Emden verfasste Schriftstücke gefunden wurden. Diese wurden nach seiner Aussage von ihm einige Jahre zuvor verfasst und enthalten eine Darstellung, in welcher Lehnigk-Emden versuchte zum einen die Verantwortung für das Geschehen seinem vorgesetzten Offizier zuzuschieben und zum anderen eine Situation geschildert wird, welche einen entschuldigenden Charakter für die Tat vermitteln sollte.
Nach der Konfrontation mit seinen Aussagen aus dem Kriegsgefangenenlager, trug er vor, er sei misshandelt worden und man versuche Deutsche für Massaker verantwortlich zu machen, welche diese nicht begangen hätten. Weiter führte er aus, es habe sich offensichtlich um Partisanen gehandelt, welche Frauen und Kinder als Schutzschild missbraucht hätten, wie es in Italien öfters passiert wäre. Allerdings stand der Strafkammer die im Prozess nunmehr verlesenen Aussagen der ehemaligen Kameraden, welche jedoch zum Zeitpunkt des Prozesses bereits verstorben waren, aus der Zeit der Kriegsgefangenschaft zur Verfügung. Auch hatte die Strafkammer keine Zweifel an der ordnungsgemäßen Befragung der Zeugen in der Kriegsgefangenschaft, da Lehnigk-Emden während der Vernehmungen sogar von einem amerikanischen Offizier, der im Zivilleben als Richter tätig war, als Verteidiger begleitet wurde. Hierdurch galt es als gesichert, dass elementare Verteidigungsrechte von Lehnigk-Emden während der amerikanischen Vernehmungen sichergestellt waren.
Es wurden auch die Zeugenaussagen der italienischen Angehörigen aus den Ermittlungen der amerikanischen Streitkräfte herangezogen, um den tatsächlichen Tathergang möglichst präzise zu ergründen. Im Abschluss kam das Gericht zur Erkenntnis, dass der Sachverhalt der Geschehnisse vom 13. Oktober 1943 ausreichend aufgeklärt sei und keine weitere Beweisaufnahme mehr erforderlich sei.
Ferner wurde nunmehr durch das Gericht festgestellt, das der erste Tatabschnitt als getrennte Tathandlung zu bewerten ist, welche gesichert als verjährter Totschlag zu bewerten ist. Für den zweiten Tatabschnitt, die als von der ersten Tat losgelöste Tötungshandlung bewertet wurde, war es entscheiden, ob ein Prozesshindernis der Verfolgungsverjährung gegeben war. Das Gericht kam zur Überzeugung, dass bei der Begehung der Tat keine Situation gegeben war, welche in irgendeiner Weise die Tötungen der 15 Frauen und Kinder hätte rechtfertigen können.
Letztlich wurde durch das Gericht festgestellt, dass nicht gesichert davon auszugehen war, dass im Oktober 1943 die deutsche Militärgerichtsbarkeit in Italien davon abgesehen hätte, diese Morde aufgrund einer generellen Befehlslage (Führerbefehl) oder aufgrund grundsätzlicher politischer Einflussnahme auf diese Institution, zu ignorieren und auf Ermittlungen hierzu zu verzichten.
Hieraus ergab sich, dass mit dem 13. Oktober 1943 die Verjährungsfrist für die Verbrechen von Lehnigk-Emden und seiner Mittäter begonnen hatte und entsprechend der Gesetzeslage bei Urteilsverkündung nur zwischen dem 8. Mai 1945 und 31. Dezember 1949 jegliche Verjährung geruht hat (Regelung aus dem Berechnungsgesetz vom 13. April 1965). Damit war aber zum Zeitpunkt der ersten Ermittlungen gegen Lehnigk-Emden schon die Verjährungsfrist verstrichen.
Das Urteil des Landgericht Koblenz datiert auf den 18. Januar 1994.
Das italienische Strafgericht in Santa Maria Capua Vetere verurteilte Lehnigk-Emden und Kurt Schuster, welcher in Deutschland als verhandlungsunfähig galt, am 25. Oktober 1994 in Abwesenheit zu lebenslangen Zuchthaus.

### Revision der Mordanklage 1995 (Koblenz)
Gegen das Urteil wurde durch die Staatsanwaltschaft Koblenz Revision eingelegt, sodass der BGH über den Fall entscheiden musste. Am 1. März 1995 stellte der BGH fest, dass das LG Koblenz rechtlich zutreffend die Tötung der 15 Personen als Mord auf niedrigen Beweggründen gewertet hatte. Eine Bewertung als Geiseltötung oder Tötung als Sühnemaßnahme sah der BGH nicht als gerechtfertigt an. Der BGH bestätigte, dass der Mord ab Juni 1968 verjährt sei. Eine andere Bewertung wäre aber aufgrund der BGH-Rechtsprechung zu Straftaten aus der NS-Zeit erforderlich, wenn der Fall vom Zeitpunkt der Tat am 13. Oktober 1943 bis zum Kriegsende am 8. Mai 1945 geruht hätte, wodurch der Fall noch von der ab 1969 auf 30 Jahre verlängerten Verjährungsfrist für Mord erfasst worden wäre. Letztendlich bestätigte der BGH die Einstellung des Verfahrens gegen den mutmaßlichen Haupttäter wegen der Verjährung, machte dabei aber innerhalb der Kostenentscheidung deutlich, dass man die Straftat weiterhin für nachgewiesen hielt.

## Gedenkstätte
Der Ort des Geschehens wurde nach einer Initiative aus dem Jahr 2023 nunmehr von der Kommune Caiazzo angekauft und soll künftig ein Gedenkort sein.